# Rafał Jarosz
Rafał Jarosz (ur. 12 marca 1976 w Gliwicach) – polski piłkarz, grający na pozycji napastnika i pomocnika. Znany głównie z występów w Górniku Zabrze, Odrze Wodzisław Śląski i Ruchu Radzionków.